# Шена Макај
Шена Макеј (енгл. Shena Mackay, Единбург, Шкотска, 1944) је шкотска књижевница рођена у Единбургу. Ушла је у ужи избор за Букерову награду за фикцију 1996. за The Orchard on Fire, а била је у ужем избору за Витбреад награду и Женску награду за белетристику 2003. за Heligoland.

## Биографија

### Ране године
Макеј је рођена у Единбургу, Шкотска, 1944. После Другог светског рата њена породица се преселила у Хемпстед у Лондону и на крају се настанила у Шорему у Кенту, одакле је похађала гимназију Тонбриџ. Њена списатељска каријера започела је победом на песничком конкурсу у Daily Mirror са 16 година, док је још похађала школу. Након што је напустила школу, почела је да ради у канцеларији, пре него што је добила посао у антикварници у Ченсери Лејну. Антикварница је била у власништву родитеља уметничког критичара Дејвида Силвестера, са којим је Мекеј родила ћерку Сесили.

### Писање
Макејева прва публикација, 1964. године, била је том од две новеле, Falls on Eugene Schlumburger (Прашина пада о Јуџину Шламбургеру) и Toddler on the Run (Дечак у бекству). 
Године 1965. објавила је свој први роман, Music Upstairs, чија се радња одвија у Лондону почетком 1960-их.
Освојила је награду за белетристику друштва Фавцет 1986. за свој роман  Redhill Rococo и Scottish Arts Council Book Award за њен роман Dunedinиз 1991. године.
Њен роман The Orchard on Fire објављен је 1995. године и био је у ужем избору за Букерову награду за фикцију.  Окарактерисан од стране Publishers Weekly-а као „фино израђен и дирљив“,  роман је смештен у 1950-те и фокусира се на Ејприл, осмогодишњу девојчицу из Стретама која је приморана да се пресели у Кент када њени родитељи одлуче да воде чајанка. 
Мекејев роман Heligoland, из 2003. ушао је у ужи избор за награду Витбрид и Женску награду за белетристику.   Питер Бредшо је прокоментарисао њено „доследно лепо писање“ , а критика у The Times назвала је роман „изузетним перформансом“. 
Макеј је описивана као „вешт посматрач британског класног система и његовог незадовољства“,  примајући похвале за своје кратке приче, као и за своје романе.  У рецензији њеног Dancing on the Outskirts (Плеса на периферији) из 2015. примећује се да је она „мајстор суптилне ироније и... комедије неочекиваних супротстављања и њене перцепције на ражњу“,  док је Алан Маси у The Scotsman рекао: „Шена Мекеј пише дивне кратке приче, дивне по томе што су пуне чуда, а дивне и у свакодневном смислу те речи. Она има способност да узме обично и учини га изузетним. Добра је у самоћи и болу, али и у тренуцима лепоте и доброте који обасјавају изненадну светлост пусте животе. Овај избор је зрели плод више од 30 година писања кратких прича. Постоји најмање пола туцета од којих би досаднији писац могао да направи роман. Она је стрип писац, али онај који би такође могао да каже: 'А ако се нечему смејем, / 'нећу да плачем'."  Мишел Робертс је приметила: „Рад Шене Мекеј је блистао од самог почетка...Ова нова збирка кратких прича (неке су извучене из претходних публикација) показује њен гениј за изградњу комедије од сажетости и компресије...Тријумф!" 
Мекеј је изабран за члана Краљевског књижевног друштва 1999.  и такође је именован за почасног гостујућег професора на Универзитету Мидлсекс. 

### Лични живот
У интервјуу за The Telegraph 2004. године, Мекеј је објаснила да је синестезија и да „речи види као боје“, а њено сопствено име је жуто. 
Удала се за Робина Брауна 1966. године и подигли су њене три ћерке, Сару Кларк, Ребеку Смит и сликарку Сесили Браун. Њеној ћерки Сесили није речено да јој је Силвестер отац док није постала пунолетна. Мекеј и Браун су се касније развели и она се вратила у Лондон. Од 2008. Мекеј живи у Саутемптону.  Она се залаже за независну Шкотску. 

### Новеле
- Music Upstairs (Музика на спрату) (1965).
- Old Crow (Стари вран) (1967).
- An Advent Calendar (Адвентски календар) (1971).
- A Bowl of Cherries (Здела трешања) (1984).
- Redhill Rococo (1986)
- Dunedin (1992).
- The Orchard on Fire (Воћњак у пламену) (1995).
- The Artist's Widow (Уметникова удовица) (1998).
- Heligoland (2003).

### Збирке кратких прича
- Dust Falls on Eugene Schlumburger/Toddler on the Run (1964).
- Babies in Rhinestones (1983).
- Dreams of Dead Women's Handbags (1987).
- The Laughing Academy (Академија смеха) (1993).
- Collected Short Stories (Сабране кратке приче) (1994).
- The World's Smallest Unicorn (Најмањи једнорог на свету) (1999).
- The Atmospheric Railway (Атмосферска железница) (2008).
- Dancing on the Outskirts (Плес на периферији) (2015).

### Као уредник
- Friendship: An Anthology (Пријатељство: антологија) (1997).

## Награде и номинације
- 1987: Награда Fawcett Society за књигу Redhill Rococo.
- 1994: Награда Шкотског савета за уметност за Dunedin.
- 1996: Букерова награда за фикцију (у ужем избору) за  The Orchard on Fire (Воћњак у пламену).
- 2003: Женска награда за белетристику (у ужем избору) за Heligoland.
- 2003: Награда Витбреад за роман (у ужем избору) за Heligoland.